# Turniej o Brązowy Kask 2021
Turniej o Brązowy Kask 2021 – 45. edycja turnieju, corocznie organizowanego przez PZMot. Rozegrano trzy turnieje eliminacyjne oraz finał, który odbył się 1 maja 2021 roku w Gdańsku oraz zwyciężył Mateusz Cierniak.

## Wyniki
- Gdańsk, 1 maja 2021
- Sędzia: Michał Sasień
- NCD: Bartłomiej Kowalski – 66,09 w wyścigu dodatkowym

| Msc. | Zawodnik              | Klub         | Pkt  |             |  |
| ---- | --------------------- | ------------ | ---- | ----------- |  |
| 1    | Mateusz Cierniak      | Lublin       | 12   | (3,w,3,3,3) |  |
| 2    | Michał Curzytek       | Wrocław      | 11   | (3,3,3,2,0) |  |
| 3    | Bartłomiej Kowalski   | Częstochowa  | 10+3 | (2,2,3,1,2) |  |
| 4    | Denis Zieliński       | Grudziądz    | 10+2 | (2,3,3,0,2) |  |
| 5    | Fabian Ragus          | Zielona Góra | 9    | (1,3,2,3,0) |  |
| 6    | Kacper Pludra         | Leszno       | 9    | (2,0,2,3,2) |  |
| 7    | Krzysztof Sadurski    | Leszno       | 8    | (3,0,u,2,3) |  |
| 8    | Mateusz Bartkowiak    | Grudziądz    | 7    | (3,3,0,0,1) |  |
| 9    | Karol Żupiński        | Toruń        | 7    | (0,w,2,2,3) |  |
| 10   | Krzysztof Lewandowski | Toruń        | 7    | (1,1,1,3,1) |  |
| 11   | Dawid Rempała         | Tarnów       | 7    | (0,2,2,1,2) |  |
| 12   | Damian Ratajczak      | Leszno       | 6    | (u,2,0,1,3) |  |
| 13   | Sebastian Szostak     | Ostrów Wlkp. | 6    | (2,1,1,2,0) |  |
| 14   | Kacper Łobodziński    | Grudziądz    | 4    | (1,2,0,0,1) |  |
| 15   | Kacper Grzelak        | Ostrów Wlkp. | 4    | (0,1,1,1,1) |  |
| 16   | Jakub Krawczyk        | Ostrów Wlkp. | 2    | (1,u,1,w,0) |  |
| 17   | Jakub Poczta          | Ostrów Wlkp. |      | (ns)        |  |
| 18   | Mateusz Jabłoński     | Gniezno      |      | (ns)        |  |

Bieg po biegu
1. [66,62] Sadurski, Zieliński, Ragus, Grzelak
2. [66,63] Cierniak, Pludra, Krawczyk, Ratajczak (u2)
3. [66,85] Curzytek, Szostak, Łobodziński, Rempała
4. [67,43] Bartkowiak, Kowalski, Lewandowski, Żupiński
5. [66,66] Curzytek, Ratajczak, Lewandowski, Sadurski
6. [67,13] Bartkowiak, Łobodziński, Grzelak, Cierniak (w/u2)
7. [66,37] Ragus, Kowalski, Szostak, Pludra
8. [68,00] Zieliński, Rempała, Krawczyk (u3), Żupiński (w/su)
9. [66,87] Cierniak, Żupiński, Szostak, Sadurski (u3)
10. [66,19] Kowalski, Rempała, Grzelak, Ratajczak
11. [66,32] Curzytek, Ragus, Krawczyk, Bartkowiak
12. [67,85] Zieliński, Pludra, Lewandowski, Łobodziński
13. [67,87] Pludra, Sadurski, Rempała, Bartkowiak
14. [66,19] Lewandowski, Szostak, Grzelak, Krawczyk (w4)
15. [66,32] Ragus, Żupiński, Ratajczak, Łobodziński
16. [67,85] Cierniak, Curzytek, Kowalski, Zieliński
17. [66,72] Sadurski, Kowalski, Łobodziński, Krawczyk
18. [67,28] Żupiński, Pludra, Grzelak, Curzytek
19. [66,34] Cierniak, Rempała, Lewandowski, Ragus
20. [66,87] Ratajczak, Zieliński, Bartkowiak, Szostak

### Bieg dodatkowy o 3. miejsce
1. [66,09] Kowalski, Zieliński